# Albert Lalle
Albert Lalle, né le 24 mai 1905 à Villy-le-Moutier et mort le 22 octobre 1979 à Dijon, est un homme politique français.

## Détail des fonctions et des mandats
Mandats parlementaires
- 2 juin 1946 - 27 novembre 1946 : Député de la Côte-d'Or
- 10 novembre 1946 - 4 juillet 1951 : Député de la Côte-d'Or
- 17 juin 1951 - 1er décembre 1955 : Député de la Côte-d'Or
- 2 janvier 1956 - 8 décembre 1958 : Député de la Côte-d'Or
- 30 novembre 1958 - 9 octobre 1962 : Député de la 3e circonscription de la Côte-d'Or
- 18 novembre 1962 - 2 avril 1967 : Député de la 3e circonscription de la Côte-d'Or